# Großer Preis von Italien 1933

Das Autodromo di Milano in seiner befahrenen Version

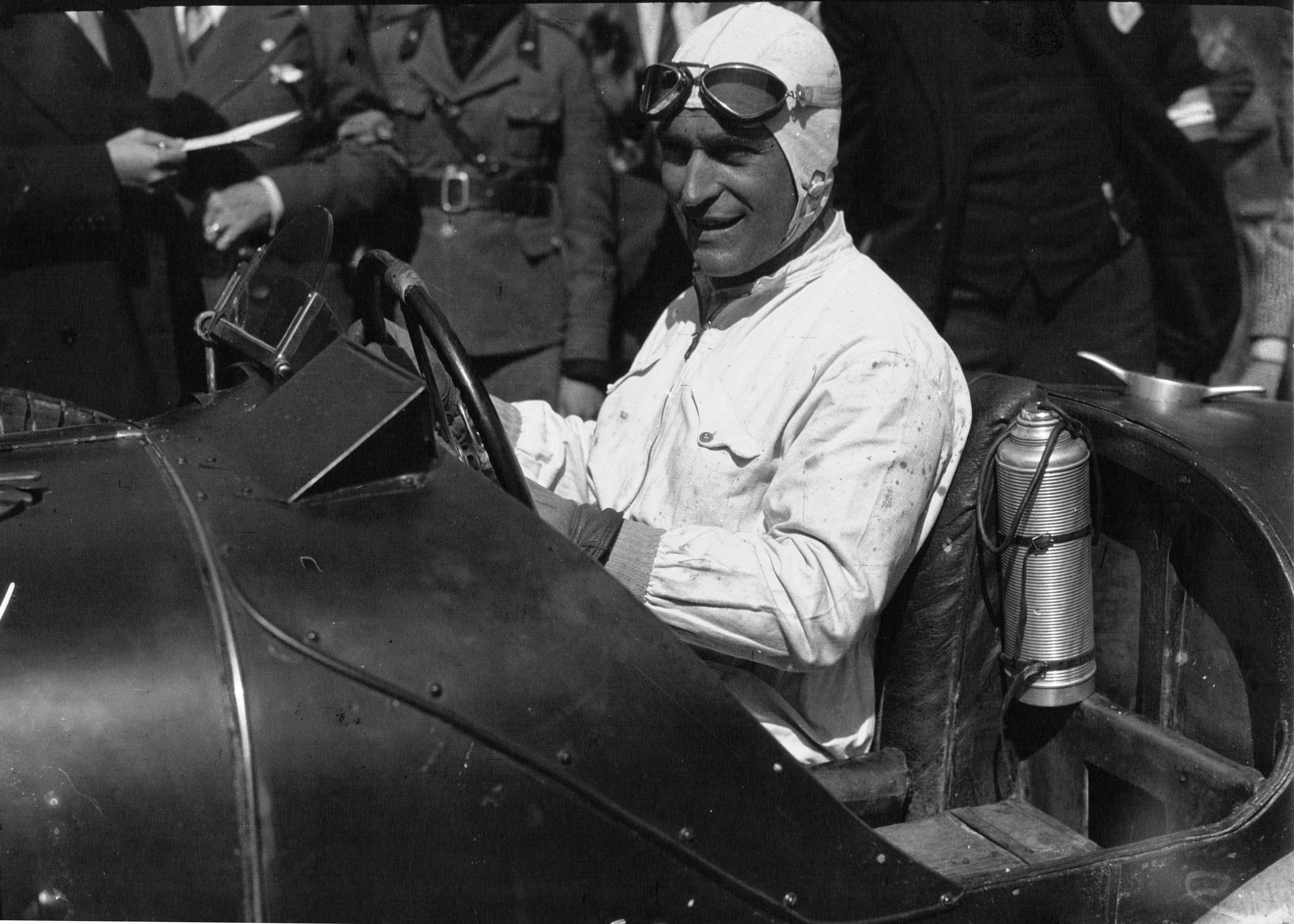
Rennsieger Luigi Fagioli

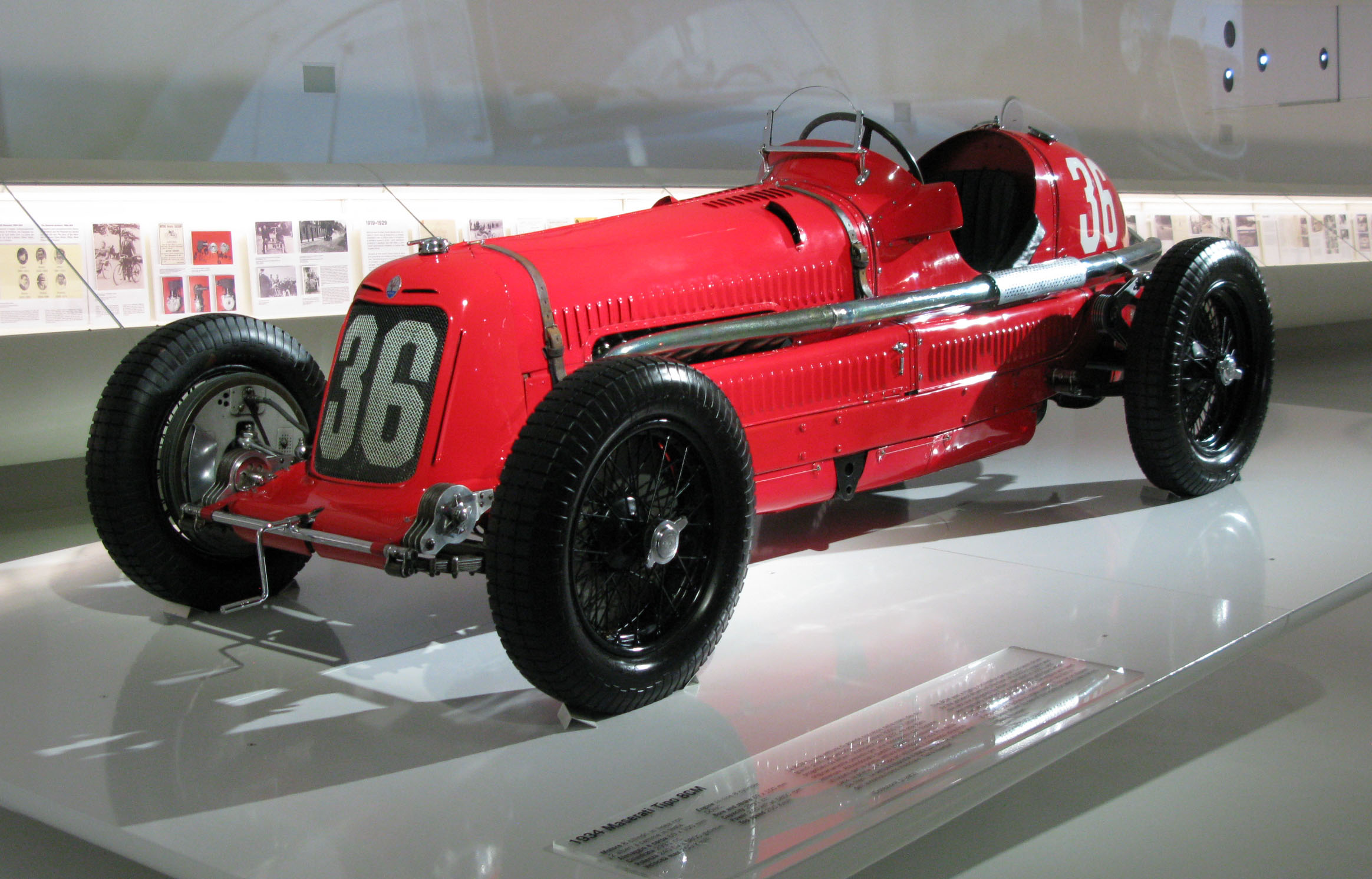
Maserati 8CM

Der XI. Große Preis von Italien fand am 10. September 1933 auf dem Autodromo di Milano in Monza statt. Das Rennen zählte zu den Grandes Épreuves und wurde nach den geltenden Bestimmungen (Mindestdistanz 500 km) über 50 Runden à 10 km ausgetragen, was einer Gesamtdistanz von 500 km entsprach. Sieger des Rennens wurde Luigi Fagioli auf einem Alfa Romeo Tipo B/P3 der Scuderia Ferrari.
Im Anschluss wurde am selben Tag der Große Preis von Monza als Formula-Libre-Rennen auf einem 4,5 km langen Teilabschnitt der Rennstrecke ausgetragen, der mit seinen beiden Steilkurven für besonders hohe Geschwindigkeiten ausgelegt war. Im Verlauf dieser Veranstaltung, die sich aus mehreren Einzelläufen zusammensetzte, kamen mit Giuseppe Campari, Mario Umberto Borzacchini und wenig später auch Stanisław Czaykowski drei der damals namhaftesten Rennfahrer durch Unfälle ums Leben, sodass das Rennen abgebrochen wurde. Der Tag ging danach als „Schwarzer Sonntag von Monza“ in die Motorsportgeschichte ein.

## Rennen
Nachdem der italienische Grand Prix in den beiden Vorjahren wegen der geänderten Austragungsbedingungen jeweils auf Frühjahrstermine vorgezogen worden war, um die Tageslichtzeiten besser auszunutzen, konnte er durch die auf 500 km verkürzte Mindestdistanz für 1933 wieder auf seinen angestammten Termin im September zurückkehren. Dort hatte sich mit dem Gran Premio di Monza in der Zwischenzeit eine eigenständige Veranstaltung etabliert, die nun gemeinsam mit dem Grand Prix im Rahmen eines Motorsportfestivals ausgerichtet wurde. Streckenverlauf für den am Vormittag angesetzten Großen Preis von Italien war wieder die vollständige Kombination aus Rundstrecke und Ovalkurs von zusammen 10 km Länge, während bei dem wie üblich aus mehreren kürzeren Einzelläufen zusammengesetzten Monza-Grand-Prix am Nachmittag auf dem 4,5 km langen Hochgeschwindigkeitsoval aus über Steilkurven miteinander verbundenen Geraden gefahren wurde.
Im Vorfeld der Veranstaltung hatte es zwischen Teams und Fahrern einige Turbulenzen gegeben, in deren Verlauf zunächst der damalige Spitzenfahrer Tazio Nuvolari zusammen mit seinen Teamkollegen Mario Umberto Borzacchini und Piero Taruffi von der Scuderia Ferrari zu Maserati gewechselt war. Umgehend schlugen daraufhin Luigi Fagioli und Giuseppe Campari den umgekehrten Weg ein und bildeten zusammen mit dem bis dahin als unabhängiger Fahrer angetretenen Louis Chiron die neue Ferrari-Mannschaft. Die Scuderia operierte in diesem Jahr als praktisch inoffizielles Werksteam für Alfa Romeo, hatte sich aber zunächst mit älteren Modellen Alfa Romeo Typ „Monza“ begnügen müssen. Nachdem aber in der Zwischenzeit Maserati zur Saisonmitte mit dem neuen Monoposto 8CM immer mehr die Oberhand gewonnen hatte, erteilte das Werk schließlich doch die Freigabe für den Einsatz der Alfa Romeo Tipo B/P3, die im Vorjahr das Rennengeschehen dominiert hatten.
Damit war im Grand-Prix-Sport eine Zweiklassengesellschaft entstanden, in der nur noch diese sechs Fahrer mit ihren Monopostos Siegchancen besaßen, während das restliche Feld mit den älteren zweisitzigen Rennwagen kaum mehr ernsthaft konkurrenzfähig war. Das betraf insbesondere das kriselnde französische Bugatti-Team, wo sich obendrein die Entwicklung des neuen, nach wie vor als Zweisitzer konzipierten Grand-Prix-Modells Type 59 immer weiter verzögerte, sodass die Mannschaft auf eine Teilnahme in Monza verzichtete.
Sowohl die Scuderia Ferrari als auch Maserati hatten dagegen Meldungen für beide Veranstaltungen in Monza abgegeben. Da zu befürchten war, dass die im Grand Prix eingesetzten Teilnehmer – Fahrer wie Wagen – im Anschluss an die 500-km-Distanz zu erschöpft sein würden, hatten beide Teams ihre Kräfte jeweils aufgeteilt. Der Bedeutung des Rennens entsprechend nahmen am morgendlichen Gran Premio d’Italia die jeweiligen Mannschaftsführer teil, also Nuvolari mit Rückendeckung durch Taruffi bei Maserati und Chiron und Fagioli auf Alfa Romeo. Es war das erste Aufeinandertreffen von Renneinsitzern zweier verschiedener Hersteller bei einem Grande Épreuve.
Die vier Fahrer bildeten im Rennen umgehend eine Spitzengruppe, in der sie sich von Beginn an einen Monza-typischen Windschattenkampf lieferten. Bis zur 15. Runde hatte die Führung bereits sechsmal zwischen ihnen gewechselt, bevor das Rennen durch die einsetzenden Boxenstopps etwas auseinandergezogen wurde. Aber danach kamen infolge der verhältnismäßig zahlreichen planmäßigen und außerplanmäßigen Boxenaufenthalte – die hohen Geschwindigkeiten forderten ihren Tribut von den Reifen – Nuvolari, Chiron und Fagioli jeweils reihum immer wieder in Front, und während Taruffi nach der Hälfte der Distanz mit einem nicht allzu schweren Unfall ausschied, war der Ausgang des Rennens zwischen diesen dreien weiterhin völlig offen. Zehn Runden vor Schluss musste auch Chiron seinen Alfa Romeo mit einem Motorschaden abstellen, sodass für Nuvolari, der zu dieser Zeit mit etwa einer halben Minute Vorsprung auf Fagioli führte, der Sieg zum Greifen nah schien. Doch in der 48. von insgesamt 50 Runden musste er mit einem weiteren Reifenschaden noch einmal die Boxen aufsuchen und Fagioli kam etwas glücklich zu seinem ersten Grand-Prix-Sieg.

## Der Schwarze Sonntag von Monza
Am Nachmittag des Großen Preises von Italien folgte der Gran Premio di Monza, der wie immer nach einem ganz speziellen Reglement ausgetragen wurde. Zunächst wurde das Teilnehmerfeld in drei Gruppen eingeteilt, die jeweils unter sich einen Qualifikationslauf über 14 Runden bzw. 63 km Gesamtdistanz ausfahren mussten. Die vier Erstplatzierten eines jeden Vorlaufs durften am Ende zum Finalrennen über 22 Runden bzw. 99 km antreten.
Für dieses Rennen hatte das Ferrari-Team etwas Besonderes vorbereitet und vom US-amerikanischen Hersteller Duesenberg, der bereits über viel Erfahrung bei Ovalrennen verfügte, einen speziell für solche Hochgeschwindigkeitsrennen konzipierten Rennwagen mit 4,5-Liter-Motor erworben, mit dem Carlo Felice Trossi in Monza gleich im ersten Vorlauf an den Start gehen musste. Tatsächlich kämpfte der Italiener damit zunächst mit dem polnischen Privatfahrer Stanisław Czaykowski auf seinem starken 5-Liter-Bugatti Type 54 eine Weile um den Laufsieg, aber in der siebten Runde wurde seine Fahrt jäh durch einen Motorschaden beendet, bei dem das Auto den Berichten zufolge große Mengen Öl eingangs der Südkurve auf der Strecke verteilte, sodass sich Guy Moll mit seinem Alfa Romeo „Monza“ bei voller Fahrt drehte, was glücklicherweise ohne gravierende Folgen blieb.
Mit Borzacchini auf Maserati und dem für die Scuderia Ferrari startenden Campari auf Alfa Romeo waren für den zweiten Vorlauf die beiden Publikumslieblinge und heißesten Favoriten auf den Gesamtsieg zusammengelost worden und während sich die Fahrer auf den Start vorbereiteten, versuchte die Rennleitung mit unzureichenden Mitteln das Öl von der Strecke zu entfernen. Es ist umstritten, ob dieser Ölfleck die Ursache für die nachfolgenden Ereignisse war, ob vielleicht die aus Gewichtsgründen demontierten Vorderradbremsen der Autos den Ausschlag gaben, oder ob Campari bei dem Versuch, ein Überholmanöver von Borzacchini abzuwehren, einfach zu weit nach außen getragen wurde, jedenfalls kam der Alfa Romeo in besagter Südkurve ins Schleudern, prallte in die als Barriere dienenden Ölfässer – anderen Berichten zufolge war es eine Begrenzungsmauer –, überschlug sich und kam mit den Rädern nach oben im Gestrüpp am Fuß der Böschung hinter der Steilkurve zu liegen. Der unter dem Wagen eingeklemmte Campari war auf der Stelle tot. Borzacchini kam beim Versuch, dem kreiselnden Alfa Romeo von Campari auszuweichen, ebenfalls von der Strecke ab. Er wurde aus seinem Maserati geschleudert, schlug gegen einen Baum und lag mit schweren Verletzungen am Streckenrand. Er starb kurz nach seiner Einlieferung in ein Krankenhaus.
Trotz dieses schweren Unfalls wurde der Lauf zu Ende gefahren. Im Anschluss gab es lange Diskussionen über einen möglichen Abbruch der Veranstaltung, doch da die Ungeduld des Publikums, das über die Geschehnisse nur sehr unzureichend auf dem Laufenden gehalten worden war, immer mehr zunahm, wurde sich für die Fortsetzung entschieden. Nach mehrstündiger Verzögerung wurde der Finallauf gestartet. Czaykowski, dessen Bugatti nun als das mit Abstand stärkste Auto im Feld verblieben war, übernahm bald die Führung und sah bereits wie der sichere Sieger aus, als auch er ungefähr an der gleichen Stelle von der Strecke abkam. Bei dem nachfolgenden Überschlag prallte er mit dem Kopf gegen einen Stein und kam anschließend unter seinem Auto zu liegen, das danach völlig ausbrannte. Nach diesem dritten Todesfall hatten die Offiziellen endlich ein Einsehen und brachen das Rennen nach 14 der insgesamt 22 angesetzten Runden ab. Zum Sieger des Großen Preises von Monza wurde der aus Algerien stammende Franzose Marcel Lehoux auf seinem privat eingesetzten Bugatti Type 51 erklärt.

## Ergebnisse

### Meldeliste
| Team                       | Nr. | Fahrer                  | Info  | Chassis                 | Motor                         | Reifen |
| -------------------------- | --- | ----------------------- | ----- | ----------------------- | ----------------------------- | ------ |
| Scuderia Ferrari           | 02  | Giuseppe Campari        | DNS a | Alfa Romeo Tipo B/P3    | Alfa Romeo 2.6L I8 Kompressor | E      |
| Scuderia Ferrari           | 12  | Luigi Fagioli           |       | Alfa Romeo Tipo B/P3    | Alfa Romeo 2.6L I8 Kompressor | E      |
| Scuderia Ferrari           | 32  | Louis Chiron            |       | Alfa Romeo Tipo B/P3    | Alfa Romeo 2.6L I8 Kompressor | E      |
| Scuderia Ferrari           | 04  | Eugenio Siena b         |       | Alfa Romeo Monza        | Alfa Romeo 2.6L I8 Kompressor | E      |
| Scuderia Ferrari           | 40  | Antonio Brivio          |       | Alfa Romeo Monza        | Alfa Romeo 2.6L I8 Kompressor | E      |
| Luigi Premoli              | 06  | Luigi Premoli           |       | BMP-Maserati Speziale c | Maserati 3.0L I8 Kompressor   |        |
| Jean Gaupillat             | 08  | Jean Gaupillat          |       | Bugatti T51             | Bugatti 2.3L I8 Kompressor    | M      |
| Robert Brunet              | 10  | Robert Brunet           |       | Bugatti T51             | Bugatti 2.3L I8 Kompressor    |        |
| Walter von Wustrow         | 14  | Walter von Wustrow      | DNA   | Bugatti T35C            | Bugatti 2.0L I8 Kompressor    | S      |
| Carlo Castelbarco          | 16  | Carlo Castelbarco       |       | Alfa Romeo Monza        | Alfa Romeo 2.3L I8 Kompressor |        |
| Raymond Sommer             | 18  | Raymond Sommer          | DNA   | Alfa Romeo Monza        | Alfa Romeo 2.3L I8 Kompressor |        |
| Charly Jellen              | 20  | Charly Jellen           | DNA d | Alfa Romeo Monza        | Alfa Romeo 2.3L I8 Kompressor |        |
| Piero Taruffi              | 22  | Piero Taruffi           |       | Maserati 8CM            | Maserati 3.0L I8 Kompressor   |        |
| Clemente Biondetti         | 24  | Clemente Biondetti      |       | MB Speciale e           | Maserati 3.0L I8 Kompressor   |        |
| Officine Alfieri Maserati  | 26  | Ernesto Maserati        | DNA   | Maserati 8C-3000        | Maserati 3.0L I8 Kompressor   | P      |
| Officine Alfieri Maserati  | 28  | Tazio Nuvolari          |       | Maserati 8CM            | Maserati 3.0L I8 Kompressor   | P      |
| Officine Alfieri Maserati  | 34  | Goffredo Zehender       |       | Maserati 8CM            | Maserati 3.0L I8 Kompressor   | P      |
| Lelio Pellegrini           | 30  | Lelio Pellegrini        |       | Alfa Romeo Monza        | Alfa Romeo 2.3L I8 Kompressor |        |
| Graf Stanisław Czaykowski  | 36  | Stanisław Czaykowski    | DNS a | Bugatti T54             | Bugatti 5.0L I8 Kompressor    |        |
| Earl Howe                  | 38  | Earl Howe               |       | Bugatti T51             | Bugatti 2.3L I8 Kompressor    |        |
| Pietro Ghersi              | 40  | Pietro Ghersi           |       | Alfa Romeo Monza        | Alfa Romeo 2.3L I8 Kompressor |        |
| Paul Pietsch               | 42  | Paul Pietsch            | DNA d | Alfa Romeo Monza        | Alfa Romeo 2.3L I8 Kompressor | C      |
| Guy Moll                   | 46  | Guy Moll                |       | Alfa Romeo Monza        | Alfa Romeo 2.3L I8 Kompressor | M      |
| Whitney Straight           | 48  | Whitney Straight        |       | Maserati 26M            | Maserati 2.5L I8 Kompressor   |        |
| Renato Balestrero          | 50  | Renato Balestrero       |       | Alfa Romeo Monza        | Alfa Romeo 2.3L I8 Kompressor |        |
| Marcel Lehoux              | 52  | Marcel Lehoux           |       | Alfa Romeo Monza        | Alfa Romeo 2.3L I8 Kompressor |        |
| Automobiles Ettore Bugatti |     | Achille Varzi           | DNA f | Bugatti T59             | Bugatti 2.8L I8 Kompressor    | M      |
| Automobiles Ettore Bugatti |     | René Dreyfus            | DNA f | Bugatti T59             | Bugatti 2.8L I8 Kompressor    | M      |
| Automobiles Ettore Bugatti |     | William Grover-Williams | DNA f | Bugatti T59             | Bugatti 2.8L I8 Kompressor    | M      |

### Rennergebnis
| Pos. | Fahrer                       | Konstrukteur | Runden | Stopps | Zeit        | Start | Schnellste Runde | Ausfallgrund  |
| ---- | ---------------------------- | ------------ | ------ | ------ | ----------- | ----- | ---------------- | ------------- |
| 01   | Luigi Fagioli                | Alfa Romeo   | 50     |        | 2:51:41,0 h | 5     | 3:13,2 min       |               |
| 02   | Tazio Nuvolari               | Maserati     | 50     |        | + 40,2 s    | 9     |                  |               |
| 03   | Goffredo Zehender            | Maserati     | 48     |        | + 2 Runden  | 12    |                  |               |
| 04   | Marcel Lehoux                | Alfa Romeo   | 47     |        | + 3 Runden  | 19    |                  |               |
| 05   | Eugenio Siena Antonio Brivio | Alfa Romeo   | 47     |        | + 3 Runden  | 1     |                  |               |
| 06   | Carlo Castelbarco            | Alfa Romeo   | 47     |        | + 3 Runden  | 6     |                  |               |
| 07   | Pietro Ghersi                | Alfa Romeo   | 47     |        | + 3 Runden  | 15    |                  |               |
| 08   | Guy Moll                     | Alfa Romeo   | 46     |        | + 4 Runden  | 16    |                  |               |
| 09   | Renato Balestrero            | Alfa Romeo   | 44     |        | + 6 Runden  | 18    |                  |               |
| 10   | Robert Brunet                | Bugatti      | 43     |        | + 7 Runden  | 4     |                  |               |
| 11   | Whitney Straight             | Maserati     | 43     |        | + 7 Runden  | 17    |                  |               |
| —    | Louis Chiron                 | Alfa Romeo   | 42     |        | DNF         | 11    |                  | Ventilschaden |
| 12   | Earl Howe                    | Maserati     | 41     |        | + 9 Runden  | 13    |                  |               |
| 13   | Lelio Pellegrini             | Alfa Romeo   | 39     |        | + 11 Runden | 10    |                  |               |
| —    | Antonio Brivio               | Alfa Romeo   | 25     |        | DNF         | 14    |                  | Ausfall       |
| —    | Piero Taruffi                | Maserati     | 25     |        | DNF         | 7     |                  | Unfall        |
| —    | Jean Gaupillat               | Bugatti      | 9      |        | DNF         | 3     |                  | Ausfall       |
| —    | Clemente Biondetti           | MB           | 8      |        | DNF         | 8     |                  | Ausfall       |
| —    | Luigi Premoli                | BMP          | 2      |        | DNF         | 2     |                  | Ausfall       |